# Slovenië op het Eurovisiesongfestival 2020
Slovenië zou deelnemen aan het Eurovisiesongfestival 2020 in Rotterdam, Nederland. Het zou de 26ste deelname van het land aan het Eurovisiesongfestival geweest zijn. RTVSLO was verantwoordelijk voor de Sloveense bijdrage voor de editie van 2020.

## Selectieprocedure
RTVSLO besloot de Sloveense kandidaat voor het Eurovisiesongfestival wederom te verkiezen via EMA. Geïnteresseerden kregen van 1 augustus tot en met 18 november 2019 de tijd om een nummer in te zenden. In totaal ontving RTVSLO 74 kandidaturen. Een vakjury koos vervolgens tien nummers voor deelname aan EMA 2020. Daarnaast liep er een aparte competitie waarin opkomende talenten twee tickets konden verdienen voor de nationale finale. Deze competitie, EMA FREŠ genaamd, liep van november 2019 tot januari 2020. Saška en Parvani Violet wisten zich via deze route te plaatsen voor EMA 2020.
EMA 2020 werd gehouden op 22 februari 2020 en gepresenteerd door Klemen Slakonja. In de eerste ronde koos een vakjury bestaande uit Maja Keuc, Darja Švajger en Nuša Derenda twee superfinalisten. Vervolgens mocht het grote publiek uitmaken wie van hen Slovenië mocht vertegenwoordigen op het Eurovisiesongfestival 2020. De keuze viel uiteindelijk op Ana Soklič.

## EMA 2020
| Volgorde | Artiest         | Lied                     |
| -------- | --------------- | ------------------------ |
| 1        | Simon Vadnjal   | Nisi sam                 |
| 2        | Saška           | Še kar lovim tvoj nasmeh |
| 3        | Gaja Prestor    | Verjamem vase            |
| 4        | Ana Soklič      | Voda                     |
| 5        | Inmate          | The salt                 |
| 6        | Manca Berlec    | Večnost                  |
| 7        | Tinkara Kovač   | Forever                  |
| 8        | Božidar Wolfand | Maybe someday            |
| 9        | Parvani Violet  | Cupid                    |
| 10       | Klara Jazbec    | Stop the world           |
| 11       | Imset           | Femme fatal              |
| 12       | Lina Kuduzović  | Man like u               |

Superfinale
| Plaats | Artiest        | Lied       | Stemmen |
| ------ | -------------- | ---------- | ------- |
| 1      | Ana Soklič     | Voda       | 5035    |
| 2      | Lina Kuduzović | Man like u | 4369    |

## In Rotterdam
Slovenië zou aantreden in de eerste helft van de eerste halve finale, op dinsdag 12 mei 2020. Het Eurovisiesongfestival 2020 werd evenwel geannuleerd vanwege de COVID-19-pandemie.
1993 · 1994 · 1995 · 1996 · 1997 · 1998 · 1999 · 2000 · 2001 · 2002 · 2003 · 2004 · 2005 · 2006 · 2007 · 2008 · 2009 · 2010 · 2011 · 2012 · 2013 · 2014 · 2015 · 2016 · 2017 · 2018 · 2019 · 2020 · 2021 · 2022 · 2023 · 2024 · 2025
Albanië · Armenië · Australië · Azerbeidzjan · België · Bulgarije · Cyprus · Denemarken · Duitsland · Estland · Finland · Frankrijk · Georgië · Griekenland · Ierland · IJsland · Israël · Italië · Kroatië · Letland · Litouwen · Malta · Moldavië · Nederland · Noord-Macedonië · Noorwegen · Oekraïne · Oostenrijk · Polen · Portugal · Roemenië · Rusland · San Marino · Servië · Slovenië · Spanje · Tsjechië · Verenigd Koninkrijk · Wit-Rusland · Zweden · Zwitserland